# Cattleya pumila
Cattleya pumila är en orkidéart som beskrevs av William Jackson Hooker. Cattleya pumila ingår i släktet Cattleya och familjen orkidéer. Inga underarter finns listade i Catalogue of Life.

## Bildgalleri

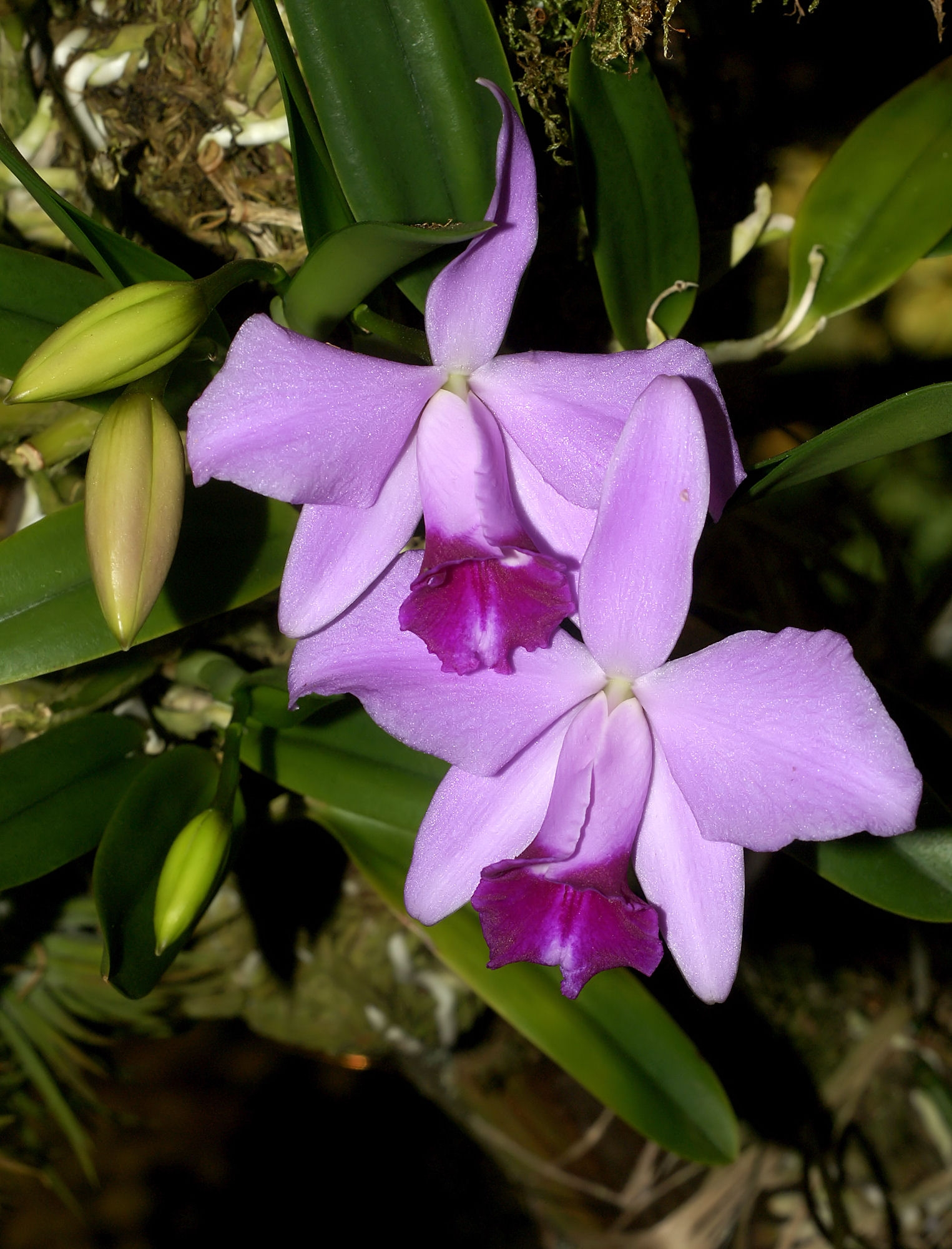
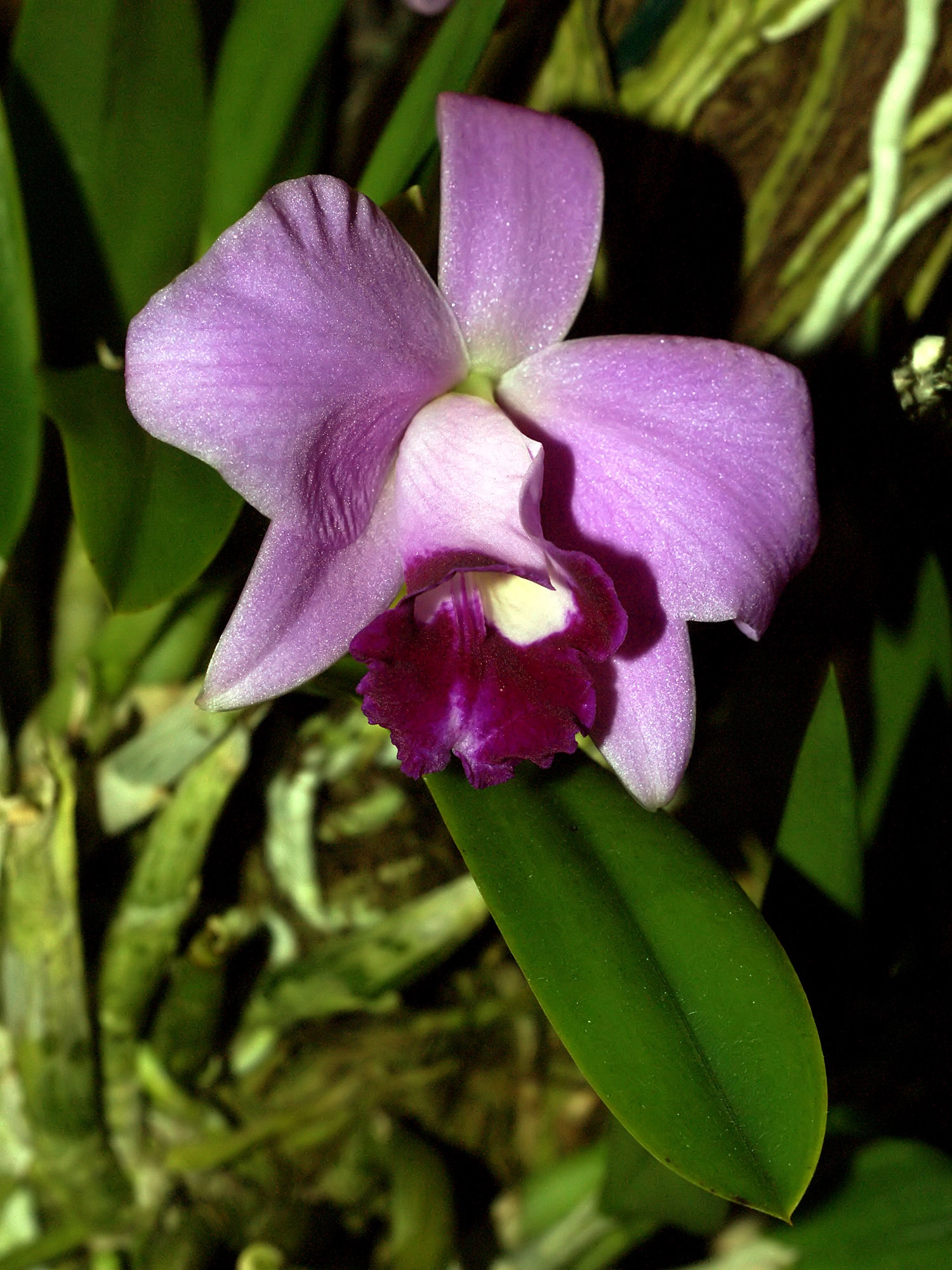
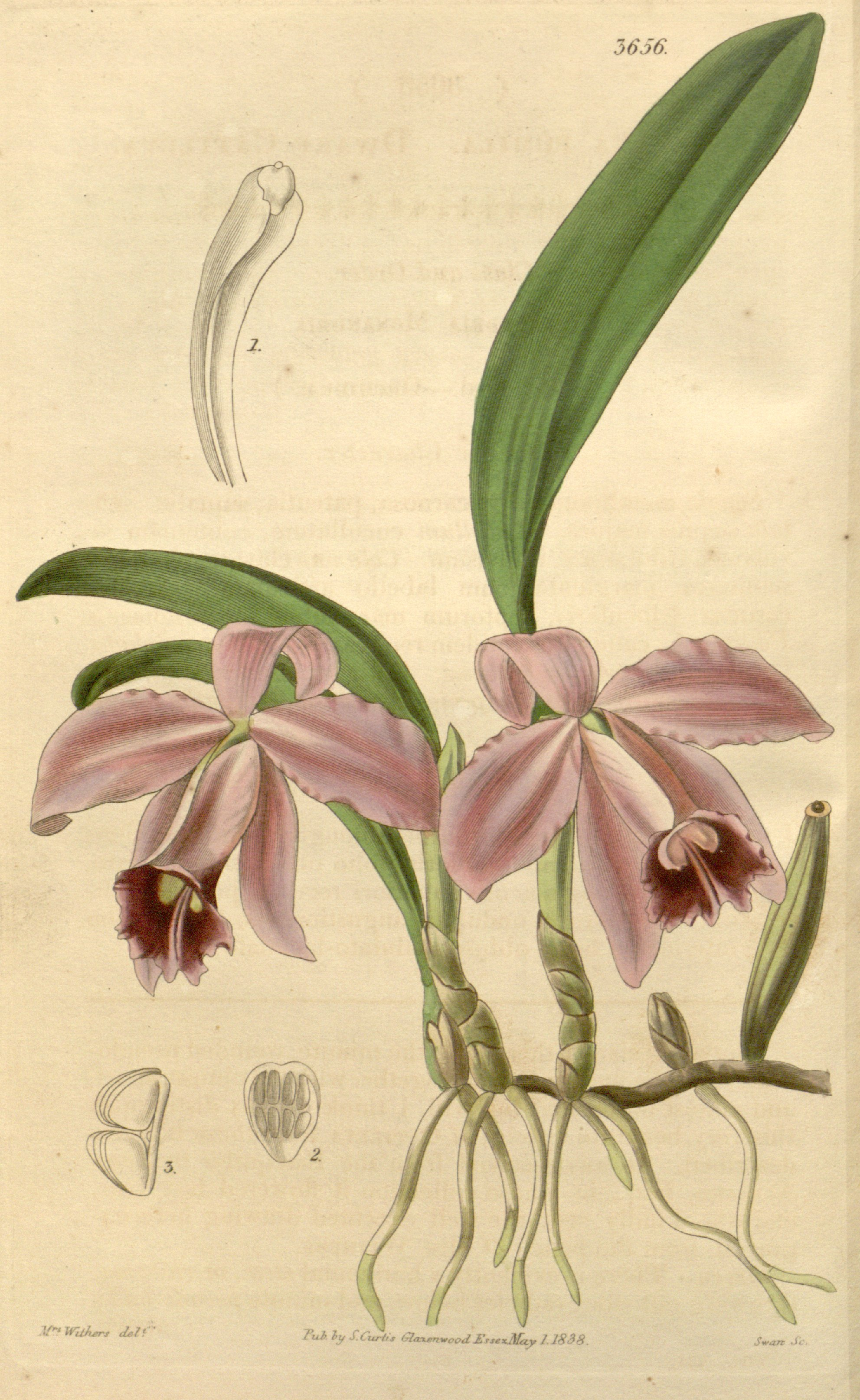
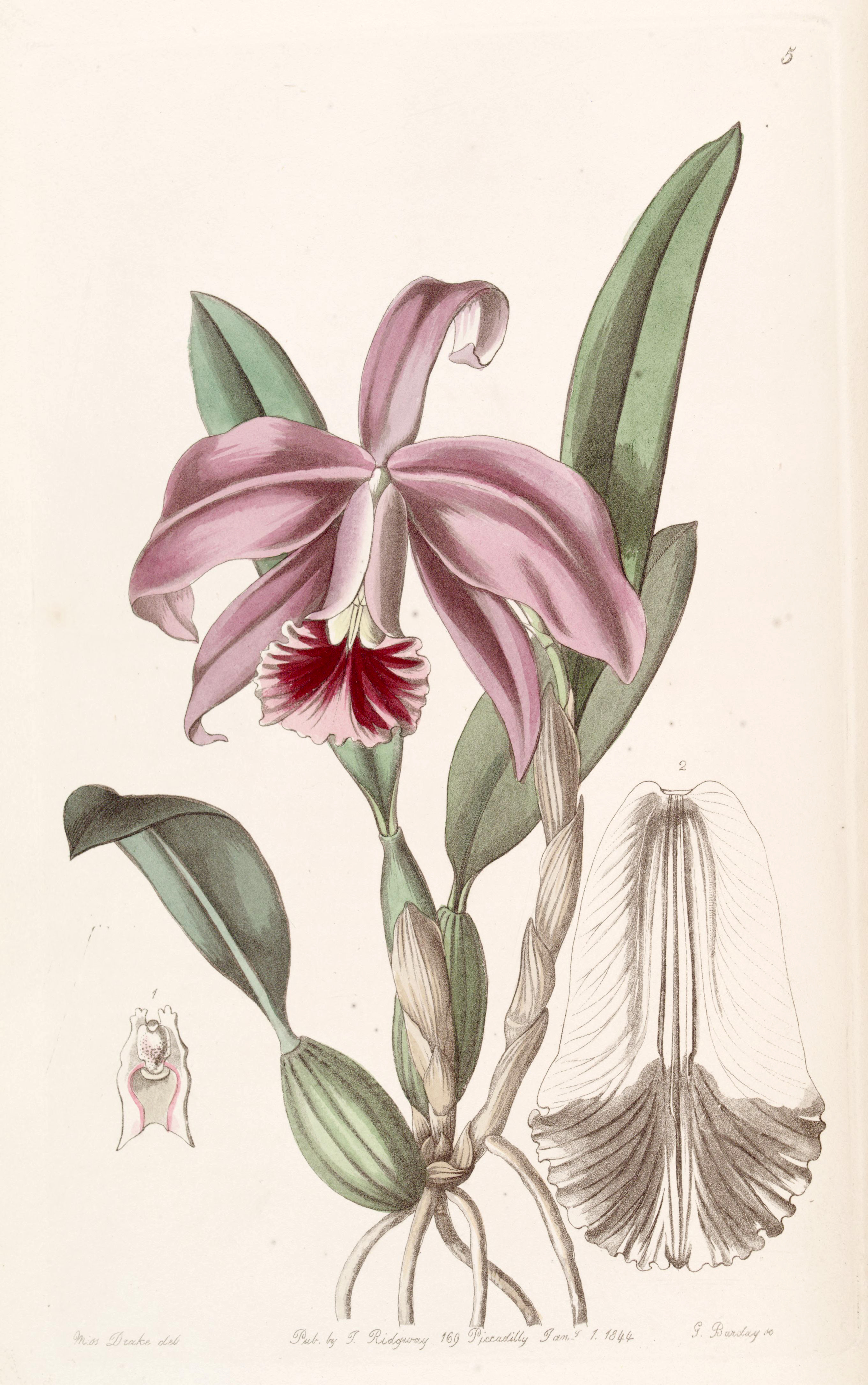
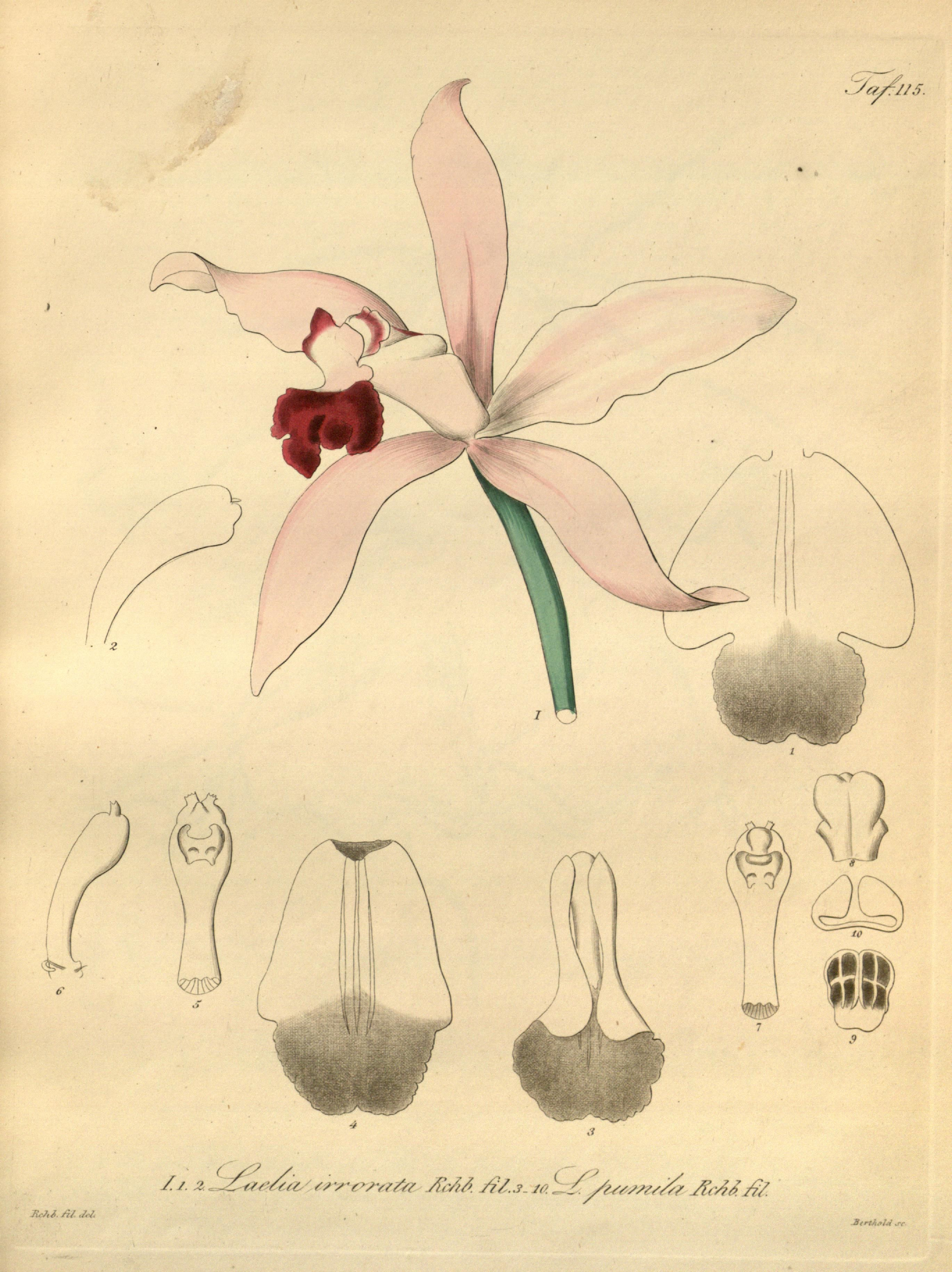